# Chonostropheus chujoi
Chonostropheus chujoi is een keversoort uit de familie Rhynchitidae. De wetenschappelijke naam van de soort is voor het eerst geldig gepubliceerd in 1956 door Voss.